# Polystichum atkinsonii
Polystichum atkinsonii är en träjonväxtart som beskrevs av Richard Henry Beddome. Polystichum atkinsonii ingår i släktet Polystichum och familjen Dryopteridaceae. Inga underarter finns listade.